# Aleix Aubert Serracanta
Aleix Aubert Serracanta (9 aprile 2005) è uno sciatore alpino spagnolo.

## Biografia
Specialista delle prove tecniche attivo dal novembre del 2021, Aleix Aubert Serracanta ha esordito in Coppa Europa il 17 dicembre 2023 in Val di Fassa in slalom speciale, senza completare la prova, e in Coppa del Mondo il 27 ottobre 2024 a Sölden in slalom gigante, senza qualificarsi per la seconda manche; il 5 dicembre successivo ha conquistato a Zinal nella medesima specialità il primo podio in Coppa Europa (3º) e ai successivi Mondiali di Saalbach-Hinterglemm 2025, sua prima presenza iridata, si è classificato 23º nello slalom gigante. Non ha preso parte a rassegne olimpiche.

## Palmarès

### Coppa Europa
- Miglior piazzamento in classifica generale: 48º nel 2025
- 1 podio:
  - 1 terzo posto

### Campionati spagnoli
- 1 medaglia:
  - 1 bronzo (slalom speciale nel 2023)